# Pia Fernau
Pia Fernau (* 24. September 2002 in Brandenburg an der Havel) ist eine deutsche Volleyballspielerin. In der Saison 2024/25 spielt sie beim USC Münster.

## Karriere
Pia Fernau begann ihre Karriere 2014 im Alter von zwölf Jahren beim VC Blau-Weiß Brandenburg. Nach ersten kleineren Erfolgen im Jugendbereich gab sie 2016 ihr Debüt in der Landesliga und wechselte 2016 an die Sportschule Potsdam „Friedrich Ludwig Jahn“, wo sie drei Jahre für den SC Potsdam ans Netz ging. In dieser Zeit begann auch ihre Karriere in der Juniorinnen-Nationalmannschaft und die Umschulung vom Angriff auf die Zuspielposition. In der Saison 2018/19 war sie mittels Doppelspielrecht auch beim VC Olympia Berlin in der Regionalliga aktiv.
Zur Saison 2019/20 folgte für die Zuspielerin der Wechsel zum Bundesstützpunkt VC Olympia Berlin. Dort spielte sie drei Jahre in der 2. Bundesliga Nord und führte im letzten Jahr ihr Team als Kapitänin aufs Feld. Nach dem Abitur war der SSC Palmberg Schwerin 2022/23 ihre erste Station in der 1. Volleyball Bundesliga, mit dem sie 2023 den DVV-Pokal gewann. Nach der deutschen Vizemeisterschaft 2024 mit Schwerin wechselte Fernau zum Ligakonkurrenten USC Münster. 2025 stand sie mit dem Verein aus Westfalen im deutschen Pokalfinale. Anschließend wechselte sie zum Zweitligisten Rote Raben Vilsbiburg.